# Médiation familiale
La médiation familiale est un processus qui permet aux conjoints  en situation de rupture conjugale de discuter des possibilités de résoudre leurs différends conjugaux et parentaux sans aller obligatoirement devant un  tribunal, en établissant entre eux, avec l'aide d'un tiers neutre et non juge, les modalités de leurs  responsabilités morales et matérielles à l'égard de leurs enfants.

## Droit par État

### Droit français
La médiation familiale a été définie par le Conseil national consultatif des Familles en 2002 : « La médiation familiale est un processus de construction ou de reconstruction du lien familial axé sur l’autonomie et la responsabilité des personnes concernées par des situations de rupture ou de séparation dans lequel un tiers impartial, indépendant, qualifié et sans pouvoir de décision – le médiateur familial – favorise, à travers l’organisation d’entretiens confidentiels, leur communication, l'apaisement de leurs mésententes familiales. La médiation est un processus du latin « pro cedere » (aller en avant) ».

### Droit canadien

#### Droit québécois
En droit québécois, le Ministère de la justice offre un service de médiation familiale. Il permet à des couples de bénéficier gratuitement d'un certain nombre d'heures en médiation familiale. Celui qui a reçu une formation de médiateur du ministère a le titre de médiateur accrédité.

### Droit suisse
Le code de procédure civile fédérale unifiée est entré en vigueur en 2011. Sous les articles 213 et 218, il prévoit que les parties peuvent demander le remplacement de la procédure par une médiation pour toutes les affaires civiles, y inclut donc pour les affaires familiales. Le Tribunal peut également conseiller aux parties de procéder par médiation. Les parties se chargent elles-mêmes de l’organisation de la médiation, qui est confidentielle et indépendante de l’autorité judiciaire. Les médiateurs assermentés par les Tribunaux cantonaux jouissent du secret professionnel, les déclarations des parties pendant la médiation ne peuvent être prises en compte dans une procédure subséquente. La convention de médiation peut être ratifiée par le juge et aura ainsi l’effet d’une décision entrée en force. Les charges de la médiation sont à la charge des parties, à certaines conditions, notamment concernant les droits de l’enfant, les parties peuvent bénéficier de la gratuité de la médiation (art. 218 al.2 CPC).

## Médiation familiale internationale
Une médiation est nommée médiation internationale lorsque des binationaux sont concernés.